# Siegfried Mandla Jwara
Siegfried Mandla Jwara CMM (ur. 1 lutego 1957 w St. Nivard) – południowoafrykański duchowny rzymskokatolicki, w latach 2016-2021 wikariusz apostolski Ingwavumy, arcybiskup Durbanu od 2021.

## Życiorys
Święcenia prezbiteratu otrzymał 14 lutego 1987 w zgromadzeniu Misjonarzy z Mariannhill. Pracował głównie w południowoafrykańskich parafiach zakonnych, był także m.in. mistrzem nowicjatu, prowincjałem, radnym generalnym oraz przełożonym regionu Umtata.
30 kwietnia 2016 otrzymał nominację na wikariusza apostolskiego Ingwavumy ze stolicą tytularną Elephantaria in Proconsulari. Sakry biskupiej udzielił mu 25 czerwca 2016 bp José Luís Gerardo Ponce de León.
9 czerwca 2021 papież Franciszek mianował go arcybiskupem Durbanu. Ingres do katedry odbył 8 sierpnia 2021.